# José Luis Ruiz
José Luis Martín Ruiz Barahona (Lima, 19 de marzo de 1969) es un actor peruano. Es conocido por el papel de Rubén Córdova, padre de Daniel Córdova "El Duque" en la serie de Televisión Mi amor, el wachimán y a Rolando Sánchez "Chubi" en la telenovela musical Luz de luna. Estudió teatro en la Escuela Nacional de Arte Dramático, y empezó su carrera teatral en 1987.

## Televisión
- Natacha (1990)
- Tatán (1993).... Culebra
- Los de arriba y los de abajo (1994).... Andrés
- Lluvia de arena (1996).... Germán
- Leonela, muriendo de amor (1997).... Rafael Guerra Morales
- Gabriela (1998)
- Cosas del amor (1998).... Manuel
- Isabella, mujer enamorada (1999) .... Gregorio Thompson
- Pobre diabla (2000).... Joaquín Vallejo
- Soledad (2001).... Marcos "El Conde"
- Qué buena raza (2002—2003).... Kléber Honores
- La mujer de Lorenzo (2003).... Giacomo Volicelli
- Demasiada belleza (2003) .... Santiago Beramendi
- Eva del Edén (2004).... Alguacil Melchor de Brizuela
- El Faro (2004).... "Corcho"
- Los del Solar (2005)
- Perú campeón (2007)
- Yuru, la princesa amazónica (2007).... José
- Por la Sarita (2007).... Pío
- La Pre (2008).... Amador
- Magnolia Merino (2008).... Saúl Machado
- Clave uno: médicos en alerta (2009) ...Sargento Nicolás Gutiérrez
- Puro Corazón: La Historia del Grupo 5 (2010)
- Los exitosos Gome$ (2010).... Martillo Quispe
- Yo no me llamo Natacha (2011-2012).... Servando Morales
- Ana Cristina (2011).... Jaime Faustino "James"
- Mi amor, el wachimán (2012-2013).... Rubén
- Avenida Perú (2013).... Fiscal
- Ramírez: El policial (2015) ...Alfredo "el toro" Domínguez
- En la piel de Alicia (2019).... Andrés Alpaca
- Los otros libertadores (2021) ... Mateo Pumacahua.
- Luz de Luna (2021-2023) ... Rolando "Chubi" Sánchez
- Eres mi sangre (2025) ... Felipe Campos

## Teatro
- Qoillor Ritti (2000)
- El Mago de Oz, el musical (2005)
- Julio César (2005)
- Casa Matriz (2006)
- El enfermo imaginario (2006)
- El poder del sexo débil (2009)

## Cine

### Largometrajes
- Bajo la Piel (1996) como Percy Corso
- Súper Cóndor (2015)
- El premio (2009)

### Cortometrajes
- Rayas (2004)
- Fundido a negro (2005)
- El Chalán
- El Retorno (2010)

## Premios y nominaciones
| Año  | Premio                                                   | Categoría                                            | Trabajo      | Resultado |
| ---- | -------------------------------------------------------- | ---------------------------------------------------- | ------------ | --------- |
| 1997 | Festival de Cine Brasileiro y Latinoamericano de Gramado | Premio internacional del mejor actor latinoamericano | Bajo la piel | Ganador   |